# Svjetionik Rt Savudrija
Svjetionik Rt Savudrija jest svjetionik na rtu Donja Savudrija na sjeverozapadu poluotoka Istre.

## Povijest
Najstariji je aktivni svjetionik na Jadranu. Podignut je u malo poslije Napoleonskih ratova 1818., kad je kraj pripao Habsburškoj Monarhiji. Svjetionik je za rasvjetu koristio plin dobiven destilacijom ugljena, po čemu je prvi svjetionik te vrste na svijetu. Ugljen za destilaciju vadili su u rudniku kamenog ugljena u blizini Labina.  Kad je bio izgrađen, bio je prava atrakcija. Događalo se da su se mještani i posjetitelji htjeli popeti na vrh svjetionika, čak i silom. Zbog toga su svjetioničari imali dopuštenje za nositi oružje i pucati ako je potrebno. Danas je sustav automatiziran i na svjetioniku je samo jedan svjetioničar.

## Ostalo
Visine je 29 metara, a svjetlo mu je 36 metara iznad srednje razine mora. Za rasvjetu je u početku koristio plin, a danas je sustav elektrificiran i automatiziran. 30-ak metara od svjetionika je kamenita plaža pogodna za kupače. Zbog povoljnih vjetrova ima dobre uvjete za športove poput jedrenja na dasci, a blage morske struje pružaju veću sigurnost. Za ljubitelje ronjenja povoljno je čisto more i bistro kamenito dno.